# Footloose (2011)
Footloose uit 2011 is een remake van de film Footloose uit 1984.

## Plot
Wanneer Ren MacCormack (Kenny Wormald) gaat wonen bij zijn oom in het kleine plattelandstadje Bomont (19.300 inwoners), komt hij er al snel achter dat nogal wat leuke dingen in het leven er verboden zijn (zoals moderne en harde muziek, maar vooral dansen) voor jongeren onder de 18 jaar. Hij maakt nieuwe vrienden, waaronder Willard (Miles Teller) en Woody (Ser'Darius Blain). Maar ook de mooie Ariel Moore (Julianne Hough) heeft vanaf het begin zijn aandacht. Ren besluit om de wetten die het dansen en moderne muziek verbieden, ingevoerd na een tragisch ongeval drie jaar eerder, aan te vechten. Zijn belangrijkste tegenstander daarin is dominee Shaw Moore (Dennis Quaid), de vader van Ariel.